# پاپایان
پاپایان (زبان ارمنی: Պապյան), یکی از نام‌های خانوادگی رایج در میان ارمنیان می‌باشد.
- آراماشوت پاپایان
- رافائل پاپایان
- ماتساک پاپایان